# Wood River (circonscription saskatchewanaise)
Pour les articles homonymes, voir Wood River.
Circonscription électorale provinciale du Canada
Wood River est une circonscription électorale provinciale de la Saskatchewan au Canada. Elle est représentée à l'Assemblée législative de la Saskatchewan depuis 1995.

## Géographie
En 2024, la circonscription comprend :
- Les communautés de Assiniboia, Gravelbourg, Ponteix, Val Marie, Big Beaver (en), Rockglen, Coronach, Constance, Lacordaire, Quantock (en), Coronach, Willowdale, Borderland, Killdeer (en), Strathallen, Canopus, Lonesome Butte, Macworth, McEachern, Horse Creek, Wideview, Rosefield (en), Monchy (en), Sand Lake, Masefield (en), Orkney (en), Bracken (en), Canuck (en), Climax, Beaver Valley, Coriander, Glen McpPherson, Broncho, Reliance, Billimun, Mankota (en), McCord (en), Summercove, Milly, Glentworth (en), Wood Mountain (en), Fir Mountain (en), Flintoft, Elm Springs, Lisieux (en), Ogle, Scout Lake (en), Little Woody, Willow Bunch, Harptree (en), Viceroy (en), Rose Valley, Davyroyd, Willows (en), Limerick (en), Stonehenge, Maxstone, Lakenheath, Melaval, Wood River, Gaumound Bay, Woodrow (en), Meyronne (en), Royer, Lafleche, Hazenmore (en), Kincaid (en), Aneroid, Gouverneur, Cadillac, Driscol Lake, Frenchville, Admiral (en), Crichton (en), Scotsguard (en), Congress (en), Mossbank, Mitchellton (en), Ettington (en), Mazenod (en), Palmer (en), Coppen, Arbuthnot (en), Glenbain (en), Esme, Vanguard (en), Pambrun (en), Neville (en), Blumenort (en), Lac Pelletier, Simmie (en), Illerbrun (en), Bone Creek, Earview, Vesper, Duncairn, Neuhoffnung, Darlings Beach (en), Schantzenfeld (en), Schoenfeld (en), Spring Lake, South Gnadenthal (en), McMahon (en), Braddock (en), Schoenwiese (en), Wymark (en), Rheinfeld (en), Rosenort (en), Springfield, Hallonquist (en), Hodgeville (en), St. Boswells (en), Vogel, Kelstern, Bateman (en), Shamrock (en), Wiwa Hill, Rosenhof (en), Rosengart (en), Duneum, Webb (en), Antelope, Beverley (en) et Java.
- Les municipalités rurales de Happy Valley No 10 (en), Hart Butte No 11 (en), Poplar Valley No 12 (en), Val Marie No 17 (en), Lone Tree No 18 (en), Frontier No 19, Bengough No 40 (en), Willow Beach No 42 (en), Old Post No 43 (en), Waverley No 44 (en), Mankota No 45 (en), Glen Mcpherson No 46 (en), Excel No 71 (en), Lake of the Rivers No 72 (en), Stonehenge No 73 (en), Wood River No 74 (en), Pinto Creek No 75 (en), Auvergne No 76 (en), wise Creek No 77 (en), Grassy Creek No 78 (en) (partie), Lake Johnston No 102 (en), Sutton No 103 (en), Gravelbourg No 104, Glen Bain No 105 (en), Whiska Creek No 106 (en), Lac Pelletier No 107 (en), Bone Creek No 108 (en), Shamrock No 134 (en), Lawtonia No 135 (en), Coulee No 136 (en), Swift Current No 137 (en) (partie) et Webb No 138 (en).
- Le parc national de Prairie (Grasslands).

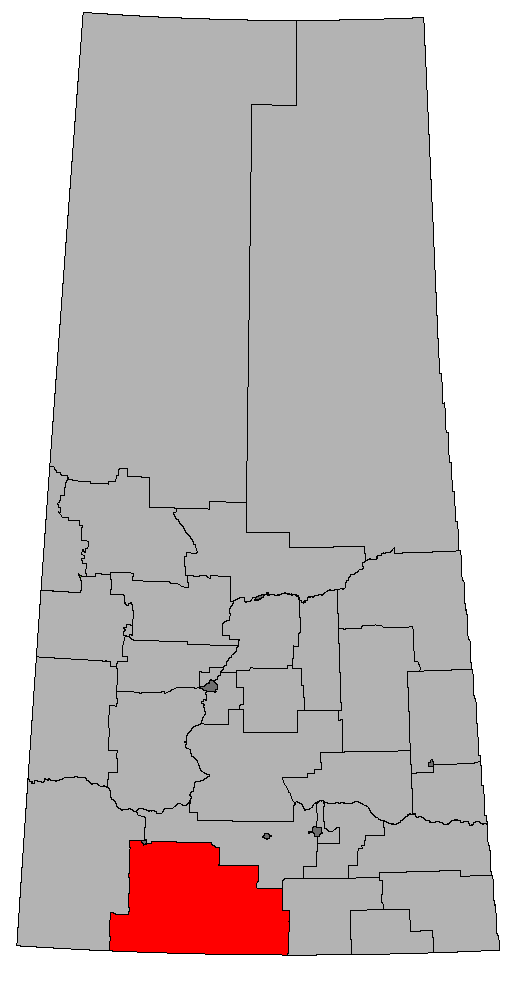
Frontière de la circonscription en 2016.
Frontière de la circonscription en 2022.

## Liste des députés
| Parlement                                                   | Années                                                      | Député                                                      | Député                                                      | Parti                                                       |
| Wood River                                                  | Wood River                                                  | Wood River                                                  | Wood River                                                  | Wood River                                                  |
| Circonscription issue d'Assiniboia-Gravelbourg et Shaunavon | Circonscription issue d'Assiniboia-Gravelbourg et Shaunavon | Circonscription issue d'Assiniboia-Gravelbourg et Shaunavon | Circonscription issue d'Assiniboia-Gravelbourg et Shaunavon | Circonscription issue d'Assiniboia-Gravelbourg et Shaunavon |
| ----------------------------------------------------------- | ----------------------------------------------------------- | ----------------------------------------------------------- | ----------------------------------------------------------- | ----------------------------------------------------------- |
| 23e                                                         | 1995–1999                                                   |                                                             | Glen McPherson                                              | Libéral                                                     |
| 24e                                                         | 1999–2000                                                   |                                                             | Glen McPherson                                              | Libéral                                                     |
| 24e                                                         | 2000-2003                                                   |                                                             | Yogi Huyghebaert                                            | Saskatchewanais                                             |
| 25e                                                         | 2003–2007                                                   |                                                             | Yogi Huyghebaert                                            | Saskatchewanais                                             |
| 26e                                                         | 2007–2011                                                   |                                                             | Yogi Huyghebaert                                            | Saskatchewanais                                             |
| 27e                                                         | 2011–2016                                                   |                                                             | Yogi Huyghebaert                                            | Saskatchewanais                                             |
| 28e                                                         | 2016–2020                                                   |                                                             | Dave Marit                                                  | Saskatchewanais                                             |
| 29e                                                         | 2020–2024                                                   |                                                             | Dave Marit                                                  | Saskatchewanais                                             |
| 30e                                                         | 2024–en cours                                               |                                                             | Dave Marit                                                  | Saskatchewanais                                             |